# Dunajovice
Dunajovice (deutsch Dunajitz) ist eine Gemeinde in Tschechien. Sie liegt 17 Kilometer nordöstlich des Stadtzentrums von České Budějovice und gehört zum Okres Jindřichův Hradec.

## Geographie
Dunajovice befindet sich im Wittingauer Becken auf dem Gebiet des seit 1977 bestehenden UNESCO-Biosphärenreservates Třeboňsko. Nördlich verläuft der Goldene Kanal; dahinter liegt der Velký Tisý und weitere Fischteiche. Im Süden erhebt sich die Anhöhe Dunajovická hora (504 m), die der höchste Punkt des Wittingauer Beckens ist.
Nachbarorte sind Lomnice nad Lužnicí im Norden, Lužnice im Nordosten, Přeseka und Gigant im Osten, Břilice im Südosten, Vranín im Süden, Horní Miletín und Dolní Miletín im Südwesten, Hůrky im Westen sowie Sádek, Horní Slověnice und Dolní Slověnice im Nordwesten.

## Geschichte
Erstmals urkundlich erwähnt wurde Dunajovice im Jahre 1376. 1510 begann unter Leitung von Štěpánek Netolický an Stelle des alten Strúha-Kanals der Bau des "Goldenen Kanals" von der Lainsitz zu den Großen Fischteichen.
1939 entstand auf der Dunajovická hora ein hölzerner Aussichtsturm, der nach dem Zweiten Weltkrieg verfiel.

## Gemeindegliederung
Für die Gemeinde Dunajovice sind keine Ortsteile ausgewiesen.

## Partnergemeinden
- Dolní Dunajovice, Tschechien
- Horní Dunajovice, Tschechien

## Sehenswürdigkeiten
- Kapelle und Kreuzweg am Dunajovická hora